# Sticky & Sweet Tour (album)
Sticky & Sweet Tour è il terzo album dal vivo della cantautrice statunitense Madonna, pubblicato il 26 marzo 2010.

## Descrizione
Il disco è pubblicato insieme al DVD Sticky & Sweet Tour, che contiene l'intero concerto registrato a Buenos Aires, in Argentina, nel 2008.
L'album contiene tredici tracce tratte dal tour: oltre alle canzoni più rappresentative dell'album Hard Candy (tra le quali figurano She's Not Me, Beat Goes On e Give It 2 Me) troviamo anche una nuova versione del brano Vogue, mixata con la base di 4 Minutes, la versione gitana del singolo La isla bonita, cantata con il gruppo dei Gogol Bordello, e una nuova versione dance del brano Like a Prayer contenente un campionamento del successo di Meck, Feels Like Home.
L'album è uscito in edizione CD+DVD, in download digitale e, per la prima volta nella sua carriera, in Blu-ray+CD.
Il CD+DVD e il Blu-ray+CD sono stati pubblicati in Italia il 26 marzo 2010, in Regno Unito il 29 marzo, in Europa e nel resto del mondo il 30 marzo e negli Stati Uniti il 6 aprile.
In Italia, l'album ha debuttato alla posizione numero 2 nella classifica della FIMI.
Per pubblicizzare il doppio disco è stato diffuso il video di Miles Away, contenuto solo nel DVD Celebration: The Video Collection, del 2009.

## Tracce

### CD
1. Candy Shop Medley – 3:45 (Pharrell Williams, Madonna)
2. Beat Goes On Medley (feat. Kanye West) – 4:24 (Pharrell Williams, Madonna, Kanye West)
3. Human Nature – 3:52 (Madonna, Dave Hall, Shawn McKenzie, Kevin McKenzie, Michael Deering)
4. Vogue 2008 – 4:31 (Madonna, Shep Pettibone)
5. She's Not Me – 4:38 (Pharrell Williams, Madonna)
6. Music 2008 – 5:10 (Madonna, Mirwais Ahmadzaï)
7. Devil Wouldn't Recognize You – 5:42 (Madonna, Tim Mosley, Justin Timberlake, Hannon Lane, Joe Henry)
8. Spanish Lesson – 3:52 (Pharrell Williams, Madonna)
9. La isla bonita 2008 – 5:34 (Madonna, Patrick Leonard, Bruce Gaitsch)
10. You Must Love Me – 3:45 (Tim Rice, Andrew Lloyd Webber)
11. Get Stupid Medley – 3:04 (Pharrell Williams, Madonna, Kanye West, Tim Mosley, Justin Timberlake, Hannon Lane)
12. Like a Prayer 2008 – 5:31 (Madonna, Patrick Leonard)
13. Give It 2 Me – 8:19 (Pharrell Williams, Madonna)

Tracce bonus dell'edizione iTunes
1. Heartbeat – 4:03 (Pharrell Williams, Madonna)
2. Borderline – 3:46 (Reggie Lucas)
3. 4 Minutes – 4:40 (Madonna, Timberlake, Mosley, Hills)
4. Ray of Light – 4:53 (Madonna, Orbit, Muldoon, Curtiss, Leach)

Tracce bonus dell'edizione Amazon Music
1. Borderline – 3:46
2. Miles Away – 4:49 (Madonna, Justin Timberlake, Mosley, Hills)
3. 4 Minutes – 4:40
4. Ray of Light – 4:53

### DVD/Blu-Ray Disc
1. Intro: The Sweet Machine – 3:30 (Pharrell Williams, Madonna, Kanye West, Tim Mosley, Nate Hills, Justin Timberlake)
2. Candy Shop Medley – 3:42 (Pharrell Williams, Madonna)
3. Beat Goes On Medley (feat. Kanye West) – 4:28 (Pharrell Williams, Madonna, Kanye West)
4. Human Nature – 3:53 (Madonna, Dave Hall, Shawn McKenzie, Kevin McKenzie, Michael Deering)
5. Vogue 2008 – 4:31 (Madonna, Shep Pettibone)
6. Die Another Day 2008 – 3:00 (Madonna, Mirwais Ahmadzaï)
7. Into the Groove 2008 – 5:41 (Madonna, Stephen Bray)
8. Heartbeat – 4:52 (Pharrell Williams, Madonna)
9. Borderline – 3:45 (Reggie Lucas)
10. She's Not Me – 4:39 (Pharrell Williams, Madonna)
11. Music 2008 – 5:07 (Madonna, Mirwais Ahmadzaï)
12. Rain/Here Comes the Rain Again – 3:54 (Madonna, Shep Pettibone)
13. Devil Wouldn't Recognize You – 5:29 (Madonna, Tim Mosley, Justin Timberlake, Hannon Lane, Joe Henry)
14. Spanish Lesson – 3:56 (Pharrell Williams, Madonna)
15. Miles Away – 4:48 (Madonna, Tim Mosley, Justin Timberlake, Nate Hills)
16. La isla bonita Medley – 5:35 (Madonna, Patrick Leonard, Bruce Gaitsch)
17. Me Darava/Doli Doli – 3:04 (Alexander Kolpakov)
18. You Must Love Me – 3:31 (Tim Rice, Andrew Lloyd Webber)
19. Don't Cry for Me Argentina – 2:51 (Tim Rice, Andrew Lloyd Webber)
20. Get Stupid Medley – 3:02 (Pharrell Williams, Madonna, Kanye West, Tim Mosley, Nate Hills, Justin Timberlake, Hannon Lane)
21. 4 Minutes (feat. Justin Timberlake e Timbaland) – 4:42 (Madonna, Tim Mosley, Nate Hills, Justin Timberlake)
22. Like a Prayer 2008 – 5:32 (Madonna, Patrick Leonard)
23. Ray of Light – 8:51 (Madonna, William Orbit, Clive Muldoon, Dave Curtis, Christine Leach)
24. Like a Virgin – 2:53 (Tom Kelly, Billy Steinberg)
25. Hung Up Medley – 6:06 (Stuart Price, Madonna, Benny Andersson, Björn Ulvaeus)
26. Give It 2 Me – 7:52 (Pharrell Williams, Madonna)
27. Credits – 5:42
28. Behind-the-Scenes Documentary

## Classifiche
| Classifica (2010) | Posizione massima |
| ----------------- | ----------------- |
| Portogallo        | 1                 |
| Grecia            | 1                 |
| Messico           | 1                 |
| Italia            | 2                 |
| Spagna            | 3                 |
| Paesi Bassi       | 4                 |
| Belgio (Fiandre)  | 4                 |
| Belgio (Vallonia) | 4                 |
| Svizzera          | 5                 |
| Svezia            | 5                 |
| Polonia           | 5                 |
| Francia           | 6                 |
| Finlandia         | 7                 |
| Stati Uniti       | 10                |
| Germania          | 11                |
| Regno Unito       | 17                |
| Nuova Zelanda     | 20                |
| Danimarca         | 27                |